# Maja Gunvor Erlandsen
Maja Gunvor Erlandsen (* 11. Oktober 1989) ist eine norwegische Ringerin. Sie wurde 2012 Europameisterin in der Gewichtsklasse bis 72 kg Körpergewicht.

## Werdegang
Maja Erlandsen stammt aus Tana in der Provinz Finnmark. Sie begann im Alter von 14 Jahren im Jahre 2003 beim Sportclub IF Tana mit dem Ringen. Ihr erster Trainer war Frode Gundersen, der sie noch heute betreut. In der norwegischen Nationalmannschaft kam Jan Stawowski als Trainer hinzu. Bei einer Größe von 1,69 Metern rang sie jahrelang in der Gewichtsklasse bis 67 kg und wechselte im Jahre 2011 in die Gewichtsklasse bis 72 kg. Norwegische Meisterin wurde sie in den Jahren 2008, 2010 und 2011. Maja Erlandsen ist eine Vielstarterin, die in manchen Jahren bis zu zehn große Meisterschaften bzw. Turniere bestritt. Sie lebt und trainiert heute in Oslo.
Ihre internationale Karriere begann sie im Jahr 2006, wo sie bei den nordischen Juniorenmeisterschaften einen zweiten Platz in der Gewichtsklasse bis 70 kg erkämpfte. 2007 kam sie bei den Junioren-Europameisterschaften in Belgrad in der Gewichtsklasse bis 67 kg auf den 5. Platz. In den folgenden Jahren nahm sie dann regelmäßig an den internationalen Meisterschaften teil. Sie konnte sich dabei aber zunächst nie im Vorderfeld platzieren. Das beste Ergebnis, das sie bis zum Jahre 2011erzielte, war ein 7. Platz bei den Weltmeisterschaften in Istanbul. Dort besiegte sie Maria Louisa Vryoni aus Griechenland und Aline da Silva Ferreira aus Brasilien.
Zum großen Schlag holte Maja Erlandsen dann bei den Europameisterschaften 2012 in Belgrad aus, denn dort gewann sie mit Siegen über Yasemin Adar, Türkei, Natalja Palamarchuk, Aserbaidschan, Maider Unda Gonzales de Audicana, Spanien und der dreifachen Europameisterin Kateryna Burmistrowa aus der Ukraine ganz überraschend den Europameistertitel in der Gewichtsklasse bis 72 kg. Danach gelang es ihr jedoch nicht, sich in drei Qualifikations-Turnieren für die Teilnahme an den Olympischen Spielen 2012 zu qualifizieren.
Nach schweren Vorwürfen an den Norwegischen Ringer-Verband, der sie nie ausreichend unterstützt habe, trat sie daraufhin vom Leistungssport zurück.

## Internationale Erfolge
| Jahr | Platz | Wettbewerb                                                | Gewichtsklasse | Ergebnisse |
| 2006 | 2.    | Nordische Junioren-Meisterschaften                        | bis 70 kg      | hinter Emma Weberg, Schweden |
| 2007 | 5.    | Klippan-Lady-Open                                         | bis 67 kg      | hinter Elena Piroschkowa, USA, Emma Weberg, Julija Bartnowskaja, Russland und Paulina Grabowska, Polen                                              |
| 2007 | 16.   | Großer Preis von Deutschland in Dormagen                  | bis 67 kg      | Siegerin: Natalja Kuksina, Russland vor Kristin Büttner, Deutschland                                                                                |
| 2007 | 5.    | Junioren-EM in Belgrad                                    | bis 67 kg      | hinter Marjana Kwiatkowska, Ukraine, Olga Siamzowa, Belarus, Natalja Lauschkina, Russland und Elena Diana Mudrag, Rumänien                          |
| 2008 | 5.    | Austrian-Lady-Open in Götzis                              | bis 67 kg      | hinter Lise Legrand, Frankreich, Monika Ewa Michalik, Polen, Stephanie Meierhofer, Österreich und Jennifer Bünten, Deutschland                      |
| 2008 | 9.    | Großer Preis von Deutschland in Dormagen                  | bis 67 kg      | Siegerin: Natalja Lauschkina vor Michala Krizkowa-Spoutsowa, Tschechien                                                                             |
| 2008 | 9.    | Junioren-EM in Košice                                     | bis 67 kg      | Siegerin: Irina Netreba, Ukraine vor Karin Stingelin, Schweiz                                                                                       |
| 2009 | 8.    | Klippan-Lady-Open                                         | bis 67 kg      | Siegerin: Julija Bartnowskaja vor Karin Stingelin                                                                                                   |
| 2009 | 9.    | EM in Vilnius                                             | bis 67 kg      | nach einer Niederlage gegen Aurora Fajardo Prieto, Spanien                                                                                          |
| 2009 | 1.    | Großer Preis von Deutschland in Dormagen                  | bis 67 kg      | vor Megan Buydens, Kanada und Irina Zirkewitsch, Belarus                                                                                            |
| 2009 | 3.    | Austrian-Lady-Open in Götzis                              | bis 67 kg      | hinter Vanessa Wilson, Kanada und Roxana Camelia Iancolovici, Rumänien                                                                              |
| 2009 | 10.   | Junioren-EM in Tiflis                                     | bis 67 kg      | Siegerin: Anastassija Brattschikowa, Russland vor Sanne Hernodh, Schweden                                                                           |
| 2009 | 8.    | Golden-Grand-Prix in Baku                                 | bis 67 kg      | Siegerin: Sumrud Gurbanhadschijewa, Aserbaidschan vor Juli Bartnowskaja                                                                             |
| 2009 | 18.   | Junioren-WM in Ankara                                     | bis 67 kg      | nach einer Niederlage gegen Narjot Kaur, Indien |
| 2010 | 4.    | "Dave-Schultz"-Memorial International in Colorado Springs | bis 67 kg      | hinter Adeline Gray, USA, Jiao Yuanyuan, China und Megan Buydens                                                                                    |
| 2010 | 10.   | EM in Baku                                                | bis 67 kg      | nach einer Niederlage gegen Aljona Kartaschowa, Russland                                                                                            |
| 2010 | 2.    | Großer Preis von Deutschland in Dormagen                  | bis 67 kg      | hinter Martine Dugrenier, Kanada, vor Ase Karlsson, Schweden und Jenny Aardalen, Norwegen                                                           |
| 2010 | 2.    | Austrian-Lady-Open in Götzis                              | bis 67 kg      | hinter Sumrud Gurbanhadschijewa |
| 2010 | 5.    | Golden-Grand-Prix in Baku                                 | bis 67 kg      | hinter Elena Schalygina, Kasachstan, Mami Shinkai, Japan, Kateryna Burmistrowa, Ukraine und Juli Bartnowskaja                                       |
| 2010 | 16.   | WM in Moskau                                              | bis 67 kg      | nach Niederlagen gegen Martine Dugrenier und Mami Shinkai                                                                                           |
| 2011 | 8.    | Klippan-Lady-Open                                         | bis 67 kg      | Siegerin: Jenny Fransson, Schweden vor Epp Mae, Estland                                                                                             |
| 2011 | 17.   | EM in Dortmund                                            | bis 72 kg      | nach einer Niederlage gegen Jekaterina Bukina, Russland                                                                                             |
| 2011 | 5.    | Poland Open in Tarnowo Podgorno                           | bis 72 kg      | hinter Stanka Slatewa, Bulgarien, Jekaterina Bukowa, Ali Sue Bernard, USA und Aline da Silva Ferreira, Brasilien                                    |
| 2011 | 7.    | WM in Istanbul                                            | bis 72 kg      | nach Siegen über Maria Louisa Vryoni, Griechenland und Aline da Silva Ferreira und Niederlagen gegen Stanka Slatewa und Güsel Manjurowa, Kasachstan |
| 2011 | 5.    | FILA-Test-Turnier in London                               | bis 72 kg      | hinter Jekaterina Bukina, Stanka Slatewa, Laure Ali Annabel, Kamerun und Jenny Fransson                                                             |
| 2012 | 8.    | Golden-Grand-Prix in Klippan                              | bis 72 kg      | Siegerin: Natalja Worobjowa, Russland vor Maider Unda Gonzales de Audicana, Spanien                                                                 |
| 2012 | 1.    | EM in Belgrad                                             | bis 72 kg      | nach Siegen über Yasemin Adar, Türkei, Natalja Palamarchuk, Aserbaidschan, Maider Unda Gonzales de Audicana und Kateryna Burmistrowa, Ukraine       |
| 2012 | 9.    | Olympia-Qualif.-Turnier in Sofia                          | bis 72 kg      | nach einer Niederlage gegen Agnieszka Wieszczek-Kordus, Polen                                                                                       |
| 2012 | 3.    | Olympia-Qualif.-Turnier in Taiyuan                        | bis 72 kg      | hinter Burmaa Ochirbat, Mongolei und Swetlana Sajenko, Moldawien                                                                                    |
| 2012 | 10.   | Olympia-Qualif.-Turnier in Helsinki                       | bis 72 kg      | nach einer Niederlage gegen Maria Selmaier, Deutschland                                                                                             |

## Norwegische Meisterschaften
Maja Erlandsen wurde in den Jahren 2008, 2010 und 2011 norwegische Meisterin in den Gewichtsklassen bis 67 kg bzw. 72 kg Körpergewicht.
Erläuterungen
- alle Wettbewerbe im freien Stil
- WM = Weltmeisterschaften, EM = Europameisterschaften